# NGC 3570
NGC 3570 في الفهرس العام الجديد، هي مجرة، تقع في كوكبة الأسد. اكتشفت في 15 مارس 1877 بواسطة إدوارد ستيفان.

## روابط خارجية
- NGC 3570 على موقع ويكي سكاي: DSS2, SDSS, GALEX, IRAS, Hydrogen α, X-Ray, Astrophoto, Sky Map, Articles and images